# Плерогіра пухирчаста
Плерогира пухирчаста (Plerogyra sinuosa) — вид коралових поліпів, що належать ряду мадрепорові корали родини Euphyllidae. Природоохоронний статус виду може розглядатися як близький до загрозливого з небезпекою зникнення у найближчому майбутньому, хоча станом на 2018 рік він не виявляв ознак загрозливого статусу.

## Загальна характеристика

### Розповсюдження
Вид розповсюджений в океанах і морях Австралії та Океанії, у південній частині Середземного моря, в Червоному морі, в районі африканського та євразійського узбережжя Індійського океану.

### Середовище проживання
Корал поселяється в бухтах та на рифах на глибині від 1 до 65 м, при температурі води 25,1-29°С та солоності 33,1 — 35,3 ‰.

### Опис і спосіб життя
Пухирчасті плерогіри живуть колоніями і виділяють так звані «скелетні чашечки» з карбонату кальцію, які, об'єднуючись, формують коралові рифи. Зовні корал схожий на гроно виноградин. Усередині кожної бульбашки-поліпа живуть в симбіозі з ним мікроскопічні водорості, які забезпечують корали поживними речовинами завдяки фотосинтезу. Щоб до водоростей надійшло якомога більше світла, вдень пухирчасті плерогіри роздувають свої щупальця, стаючи схожими на повітряні кулі. За рахунок водоростей, що в них живуть, корали отримують дві третини від добового раціону. Ще третину поживних речовин пухирчасті плерогіри добувають вночі, коли їх щупальця здуваються і перетворюються в знаряддя полювання з жалами. Ними вони полюють дрібних рачків і захоплюють зоопланктон, що пропливає повз.
Зворушливу, але не безкорисливу турботу пухирчасті плерогіри проявляють до своїх симбіотичних водоростей. Щоб забезпечити їм доступ до сонячного світла, корали агресивно борються з конкурентами, які намагаються прилаштуватися по сусідству. Для цього вони використовують цілий набір отруйних щупалець, здатних збільшуватися в кілька разів, і жалять ними суперників, поки ті не загинуть.

## Галерея

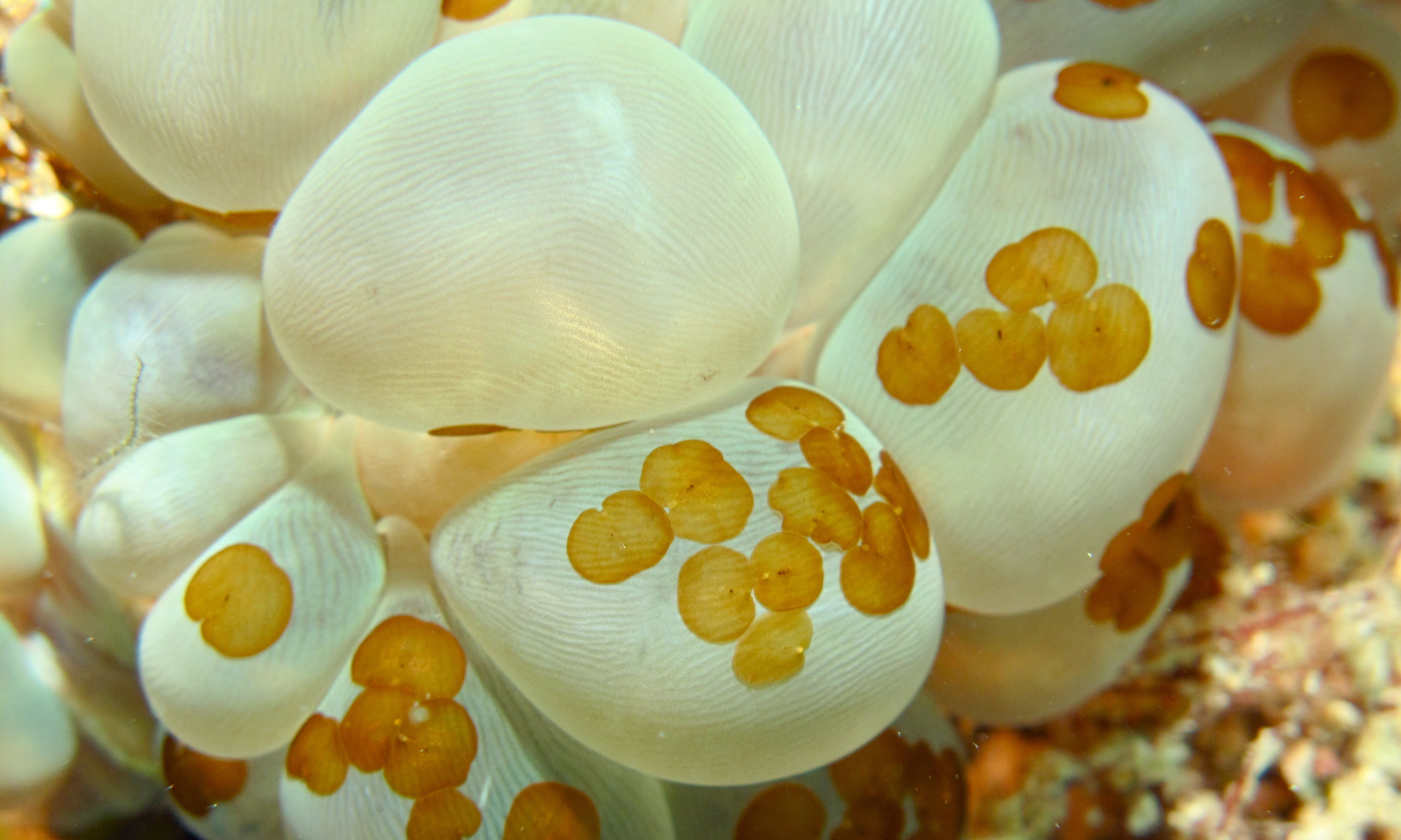
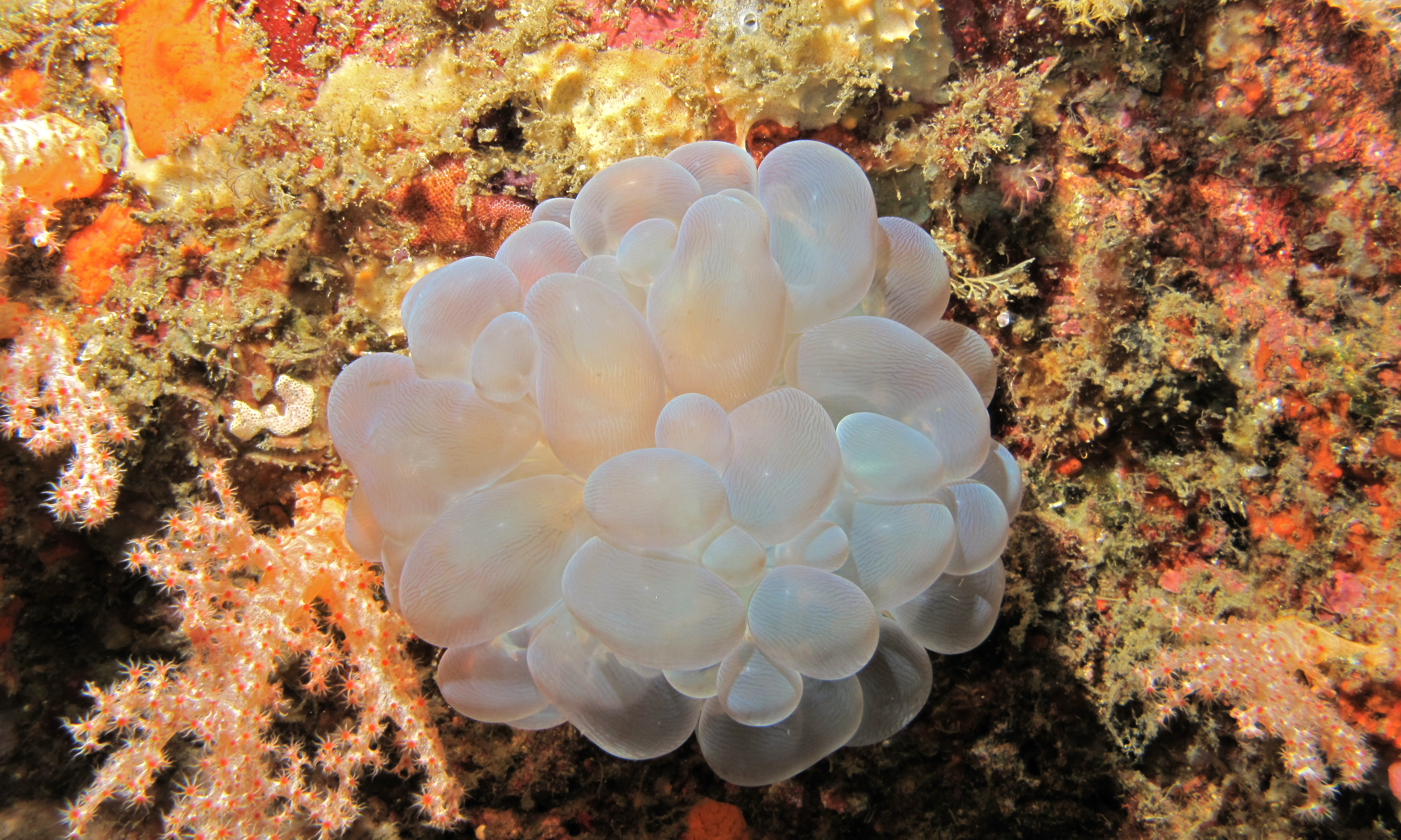
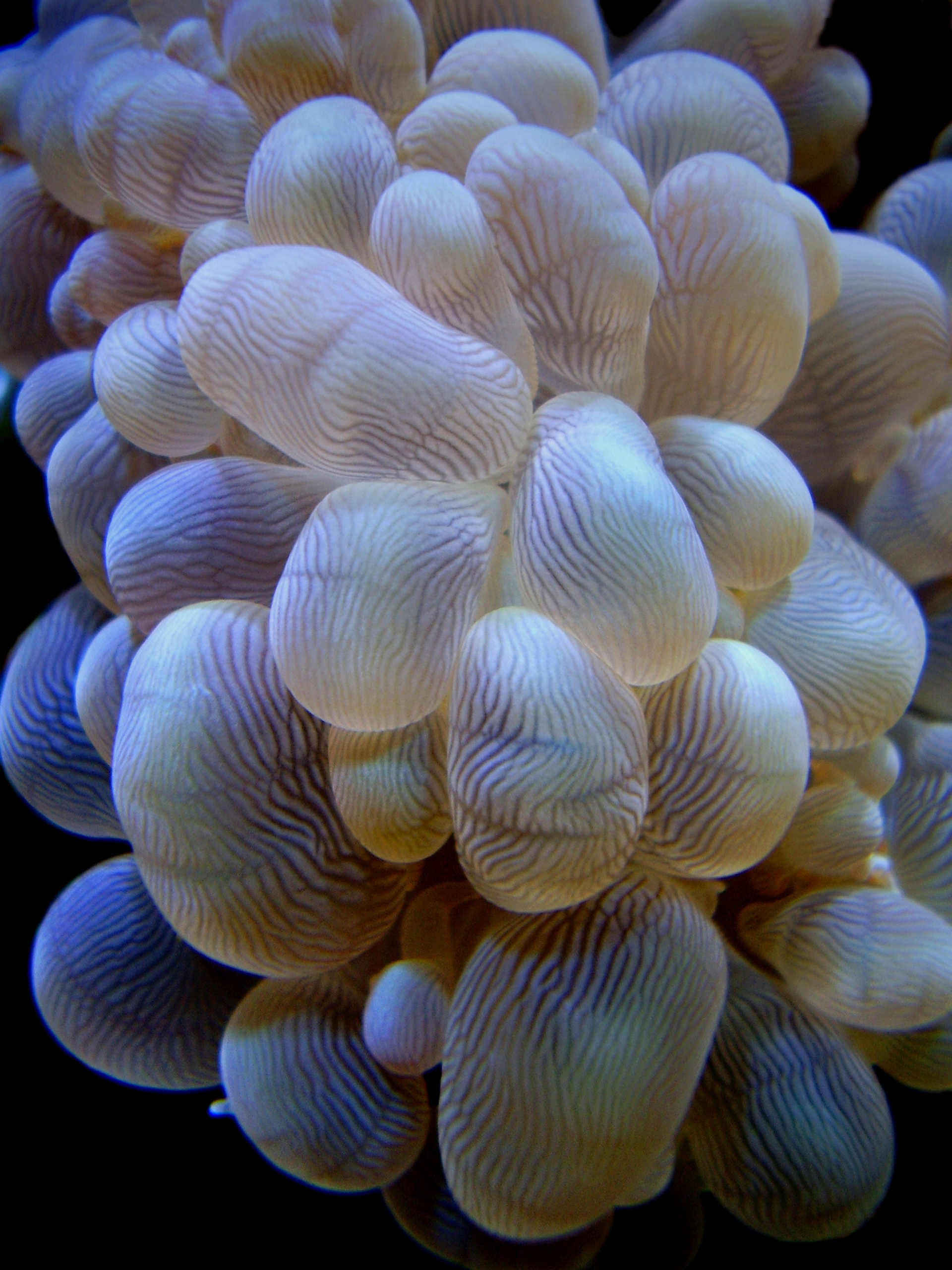
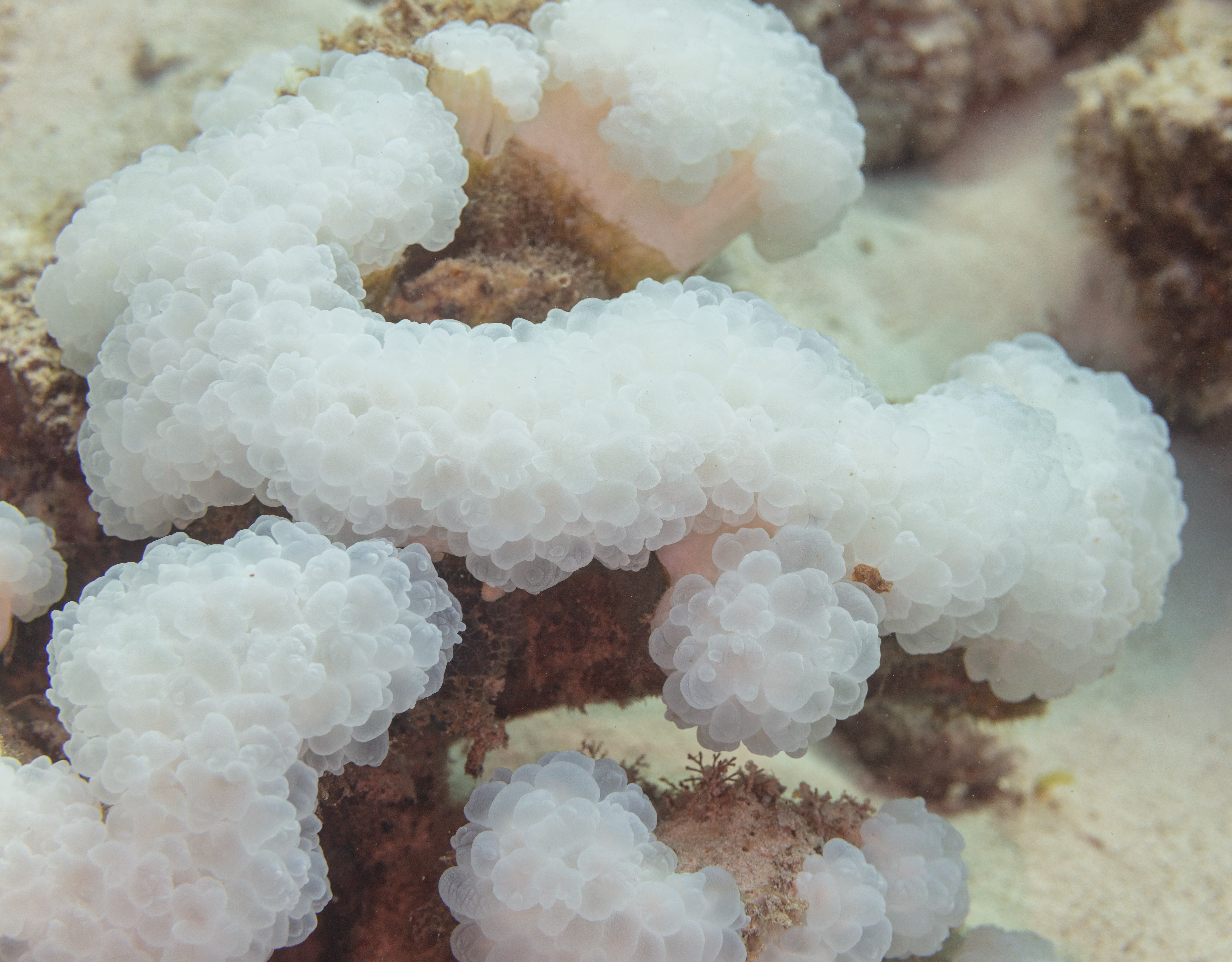
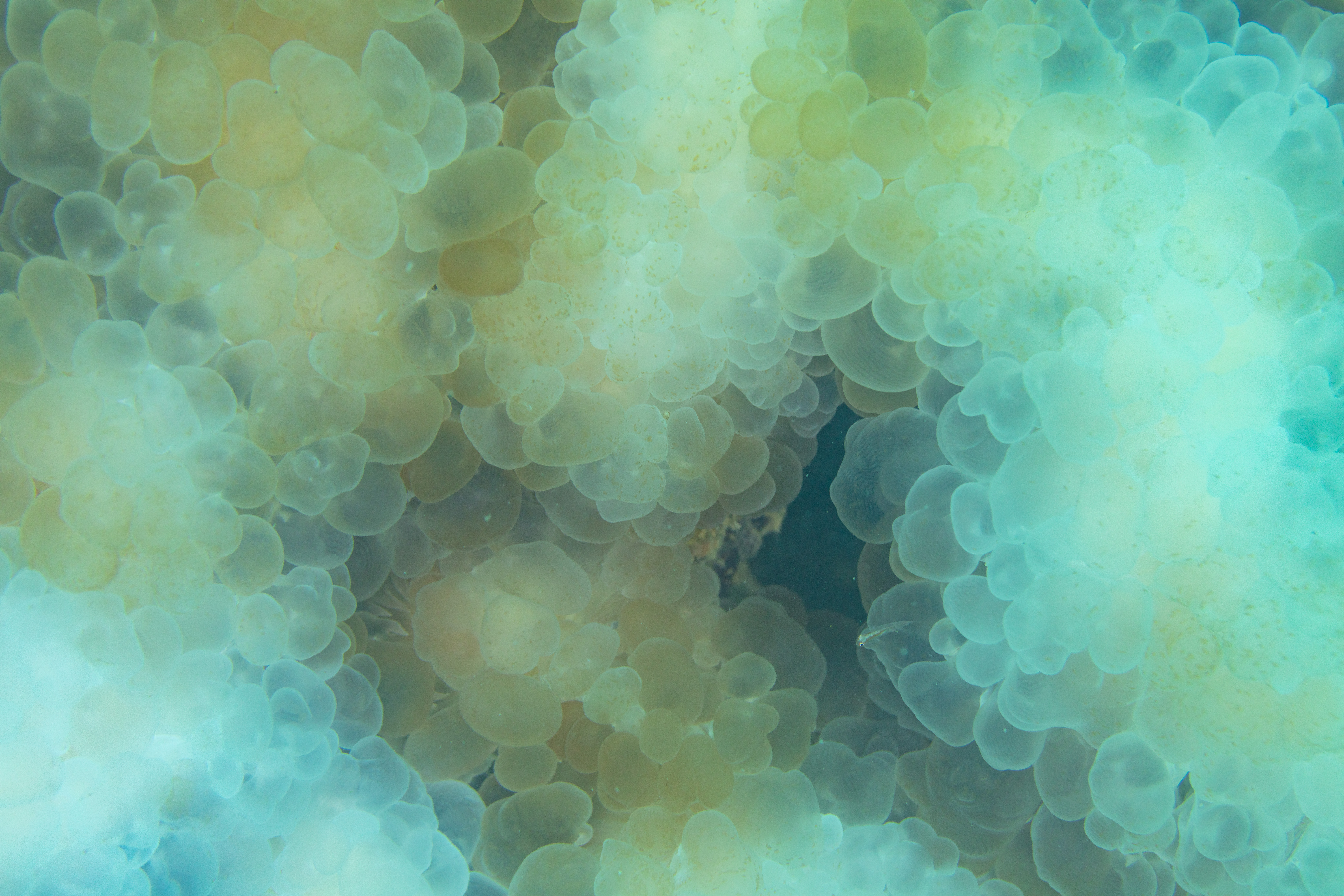